# Bodtjärnen (Överlännäs socken, Ångermanland)
Bodtjärnen är en sjö i Sollefteå kommun i Ångermanland och ingår i Ångermanälvens huvudavrinningsområde. Sjön har en area på 0,0763 kvadratkilometer och ligger 209,2 meter över havet. Sjön avvattnas av vattendraget Billtjärnbäcken.

## Delavrinningsområde
Bodtjärnen ingår i det delavrinningsområde (701675-159192) som SMHI kallar för Mynnar i Björksjön. Medelhöjden är 235 meter över havet och ytan är 10,4 kvadratkilometer. Det finns inga avrinningsområden uppströms utan avrinningsområdet är högsta punkten. Billtjärnbäcken som avvattnar avrinningsområdet har biflödesordning 3, vilket innebär att vattnet flödar genom totalt 3 vattendrag innan det når havet efter 30 kilometer. Avrinningsområdet består mestadels av skog (91 procent). Avrinningsområdet har 0,08 kvadratkilometer vattenytor vilket ger det en sjöprocent på 0,7 procent.